# Lesmesodon
Lesmesodon is een geslacht van uitgestorven carnivore zoogdieren uit het Eoceen behorend tot de Hyaenodontidae.

## Voorkomen
Lesmesodon leefde tijdens het Eoceen in Europa. Fossielen zijn gevonden in Grube Messel in Duitsland. Lesmesodon was met twee soorten vertegenwoordigd in Messel. Beide soorten waren kleine hyaenodonten, waarvan L. behnkeae met een geschat gewicht van 6 kg de grootste was. Het fossiel van L. behnkeae toont een jong dier met een dikke, borstelige staart, iets wat nooit eerder bij een creodont is gevonden. 